# Mahmudul Haque Munshi

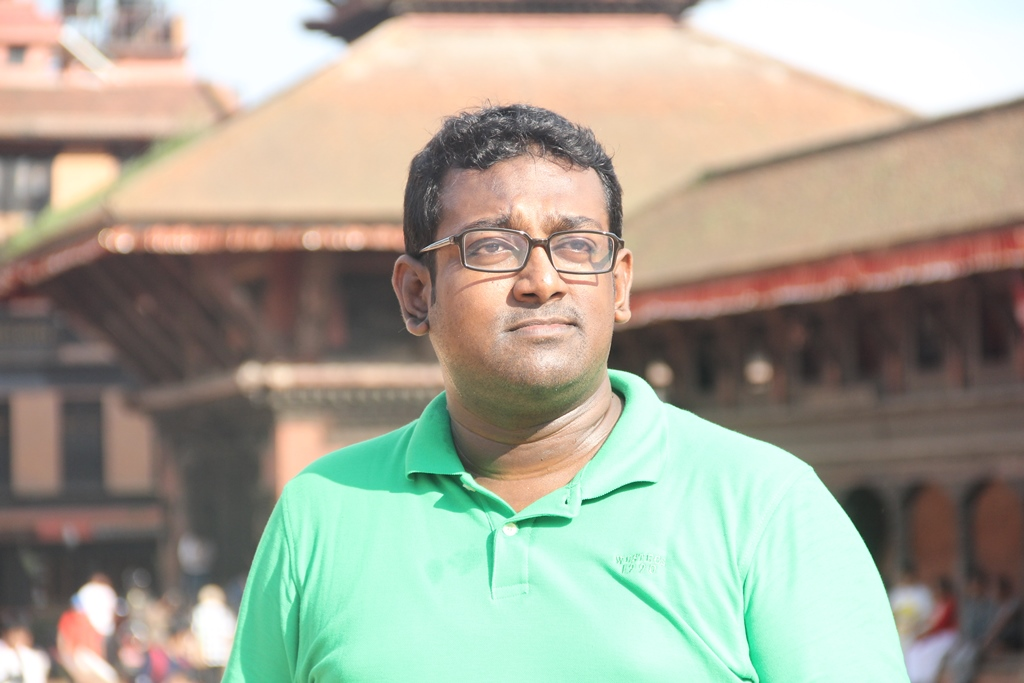
Mahmudul Haque Munshi

Mahmudul Haque Munshi (bengalisch মাহমুদুল হক মুন্সী; * 1987 in Jessore in Bangladesch) ist ein bengalischer Blogger, atheistischer Humanist und Menschenrechtsaktivist. Nach Mordversuchen durch Islamisten kam er mit einem Stipendium im Herbst 2015 nach Deutschland. Er gehört seit 2020 dem Vorstand der Säkularen Flüchtlingshilfe an.

## Leben
Mahmudul Haque Munshi ist ein 1987 in Bangladesch geborener Blogger und einer der Hauptaktivisten der 2013 entstandenen säkularen Shabag-Bewegung, welche von Anhängern des Islamischen Staates (IS), Al-Qaida auf dem indischen Subkontinent (AQIS), Jamaat-e-Islami und dem  Ansarullah Bangla Team (ABT) bekämpft wird. Er überlebte mehrere Mordversuche, verlor jedoch Freunde, die in Büros und auf offener Straße mit Macheten zu Tode gehackt wurden. Die Regierung beschützte laut FAZ die Blogger und Aktivisten nicht – sondern bezichtige die Opfer, den Islam zu verunglimpfen. Er erhielt zu jener Zeit Unterstützung von Reporter ohne Grenzen, der Heinrich-Böll-Stiftung, dem Center for Inquiry und Amnesty International. Sein Name steht seitdem auf einer „Global Hit List“, auf der die Namen von geflüchteten Bengalen im Ausland verzeichnet sind, die umgebracht werden sollen. Die Deutsche Welle zitiert ihn in dem Beitrag „Atheismus ist lebensgefährlich“ mit der Aussage: „Neulich habe ich auf meiner Facebook-Seite an einem einzigen Tag 4500 Todesdrohungen bekommen.“
Im Herbst 2015 kam er zusammen mit seiner Frau, die in Bangladesch für das Kinderhilfswerk Terre des Hommes gearbeitet hatte, nach Deutschland. In der Times of India sagte er, dass er zwar auf der Mordliste von Islamisten stehe und Bangladesch verlasse, aber niemals schweigen werde, da dies den Sieg der Fundamentalisten bedeute.
In Deutschland äußerte er sich seitdem zu Themen der Menschenrechte, Meinungsfreiheit und Islam u. a. bei Podiumsdiskussionen, Re:publica, Deutsche Welle, Materialien und Informationen zur Zeit (MIZ), Stadtrevue und Podcast Aethervox Ehrenfeld. Zu seinen Interessensgebieten zählt Poesie.
Im Mai 2020 wurde er in den Vorstand der Säkularen Flüchtlingshilfe e.V. gewählt. Er sagte, dass es im eigenen, langfristigen Interesse Deutschlands sei, bei Staaten wie Bangladesch und Mauretanien, denen viel deutsche Entwicklungshilfe gezahlt werde und in denen starke religiöse Unterdrückung stattfinde und Menschen wie er zur Flucht gedrängt würden, sich nicht wegzuducken und zu schweigen: „Denn sonst stärkt Deutschland die religiösen Fundamentalisten, die auf die Abschaffung der Demokratie und die Verbreitung der Scharia setzen und nicht uns, die wir als säkulare Demokraten für Meinungsfreiheit und universelle Menschenrechte eintreten.“